# De l'amour (film, 2015)
Pour les articles homonymes, voir De l'amour.
Série
De l'amour 2
(2017)
Pour plus de détails, voir Fiche technique et Distribution.
De l'amour (Про любовь, Pro lyubov) est un film russe à sketches réalisé par Anna Melikian, sorti en 2015.
Il est présenté au festival Kinotavr 2015 où il remporte le Grand Prix.

## Synopsis
Le film suit différentes histoires individuelles se croisant dans Moscou (une femme en couple avec un joueur de jeux vidéos invétéré qui la délaisse et harcelée au travail par son chef, une Japonaise russophile cherchant l’homme russe de sa vie, un couple adepte de cosplay, etc.).
Le fil conducteur du film est un cours public sur l’amour donné à l’Institut Strelka.

## Fiche technique
- Titre original : Про любовь, Pro lyubov
- Titre français : De l'amour
- Réalisation : Anna Melikian
- Scénario : Anna Melikian et Andreï Migatchev
- Costumes : Anna Chistova
- Photographie : Fiodor Liass
- Montage : Mikhaïl Igonine
- Musique : Dmitri Emelianov
- Pays d'origine : Russie
- Format : Couleurs - 35 mm - 2,35:1 - Dolby Digital
- Genre : comédie romantique à sketches
- Durée : 115 minutes
- Dates de sortie :
  - Russie : 13 juin 2015 (Kinotavr 2015), 10 décembre 2015 (sortie nationale)

## Distribution
- Renata Litvinova : la professeure
- Kristina Issaïkina : le jeune fille endormie
- Mikhaïl Efremov : le marié
- Maria Chalaïeva : Lena
- Vassili Rakcha : Igor
- Ravchana Kourkova : Olia
- Keisuke Shibasaki : Yoshi
- Miyako Shimamura : Miyako
- Youri Kolokolnikov : Youra, ou Ré
- Ioulia Sniguir : Liza
- Alexeï Filimonov : Gricha
- Vladimir Machkov : Viktor Borissovitch
- Alexandra Bortitch : Sacha
- Ievgueni Tsyganov : Boris
- Maria Daniliouk : Mila
- Anna Tchipovskaïa

## Prix
- Kinotavr 2015 : Grand Prix.
- Aigle d'or 2015 : Meilleur film.

## Suite
Une suite, initulée De l'amour 2 : Seulement pour adultes, est sortie en 2017.